# 佐藤吉信
佐藤 吉信（さとう よしのぶ、1948年（昭和23年） - ）は、日本の情報システム工学者。

## 来歴
1974年早稲田大学大学院理工学研究科機械工学専攻修士課程修了。
1992年東京商船大学商船学部教授（交通制御工学）、2003年東京海洋大学海洋工学部海事システム工学科情報システム工学講座教授。
2004年電子情報通信学会フェロー、2008年経済産業省産業技術環境局長賞、2012年安全工学会 北川学術賞受賞。
IEC（国際電気標準会議） 61508及びIEC 61511機能安全規格国内対応委員会 主査、1994年? IEC 61508およびIEC 61511策定・改正国際エキスパート
IEC TC 56「ディペンダビリティ (信頼性)」国内委員会 委員長、日本信頼性学会 (元) 会長。